# Annatiara affinis
Annatiara affinis är en nässeldjursart som först beskrevs av Gustav Hartlaub 1914.  Annatiara affinis ingår i släktet Annatiara och familjen Pandeidae. Inga underarter finns listade i Catalogue of Life.